# Ravazd
Ravazd is een plaats (község) en gemeente in het Hongaarse comitaat Győr-Moson-Sopron. Ravazd telt 1211 inwoners (2001).